# 忍無可忍
《忍無可忍》（英語：Intolerance）是一部1916年由大衛·格里菲斯执导的美国默片，被视为默片时代最伟大的作品之一。“最后一分钟营救”（平行蒙太奇）的叙述手段即出自该片。

## 剧情
影片由四个不同但平行的故事组成，随着影片高潮的到来，故事的剪辑也越来越频繁，展现了人类在各个时代持续的党同伐异。时间跨度约为2500年。
1. 古代「巴比倫尼亞」故事（西元前539年）描述了巴比伦王子伯沙撒与波斯居鲁士大帝之间的冲突。巴比伦的灭亡源于两个敌对的巴比伦神——柏尔-马尔杜克和伊絲塔的信徒之间的冲突所导致的党同伐异。
2. 聖經「犹地亚」故事（約公元27年）叙述了在迦拿的婚礼和正行淫之時被拿的婦人（英语：Jesus and the woman taken in adultery）之后，党同伐异如何导致耶稣被钉上十字架。这一部分是四个中最短的一个。
3. 文艺复兴「法國」故事（1572年）讲述了宗教上的党同伐异导致天主教瓦盧瓦王朝在圣巴多罗买大屠杀胡格諾派新教徒的故事。
4. 美國「現代」故事（約1914年）展示了犯罪、道德的清教徒以及冷酷无情的资本家与罷工工人之间的冲突是如何毁掉美国边缘人的生活的。为了给老处女妹妹的慈善机构筹集更多资金，一位工厂主下令将工人的工资削减10%。随之而来的工人罢工被粉碎，男孩和心爱的来到了另一个城市；她生活贫困，而他则走上了犯罪道路。他们结婚后，他打算金盆洗手，却被以前的老板诬陷偷窃。在他入狱期间，他的妻子必须忍受孩子被煽动罢工的“道德上进協會”带走。出狱后，他发现以前的老板企图强奸他的妻子。一场搏斗开始了，在混乱中，老板的女友开枪杀死了老板。她逃走了，男孩被定罪，送上绞刑架。一位好心的警察帮助心爱的找到了真凶，他们一起努力及时找到州长，这样她改过自新的丈夫就不会被绞死。

母亲摇晃摇篮的画面象征着代代相传，是不同时空之间的断点。影片同时前后交叉剪辑，在巨大的时空中交织出不同的片段，片段之间有50多个转场。這部電影的不尋常特徵之一是許多角色沒有名字。格里菲斯希望他们是人类各类型的象征。因此，现代故事中的核心女性角色被称为“心爱的”（The Dear One），她年轻的丈夫被称为“男孩”（The Boy），而当地黑手党的头目则被称为“貧民窟的鳥銃手”（The Musketeer of the Slums）。评论家和电影理论家坚持认为，这些名字透露出格里菲斯的感伤主义，这在《一個國家的誕生》中已经有所暗示，如“小上校”（The Little Colonel）等名字。

## 演员

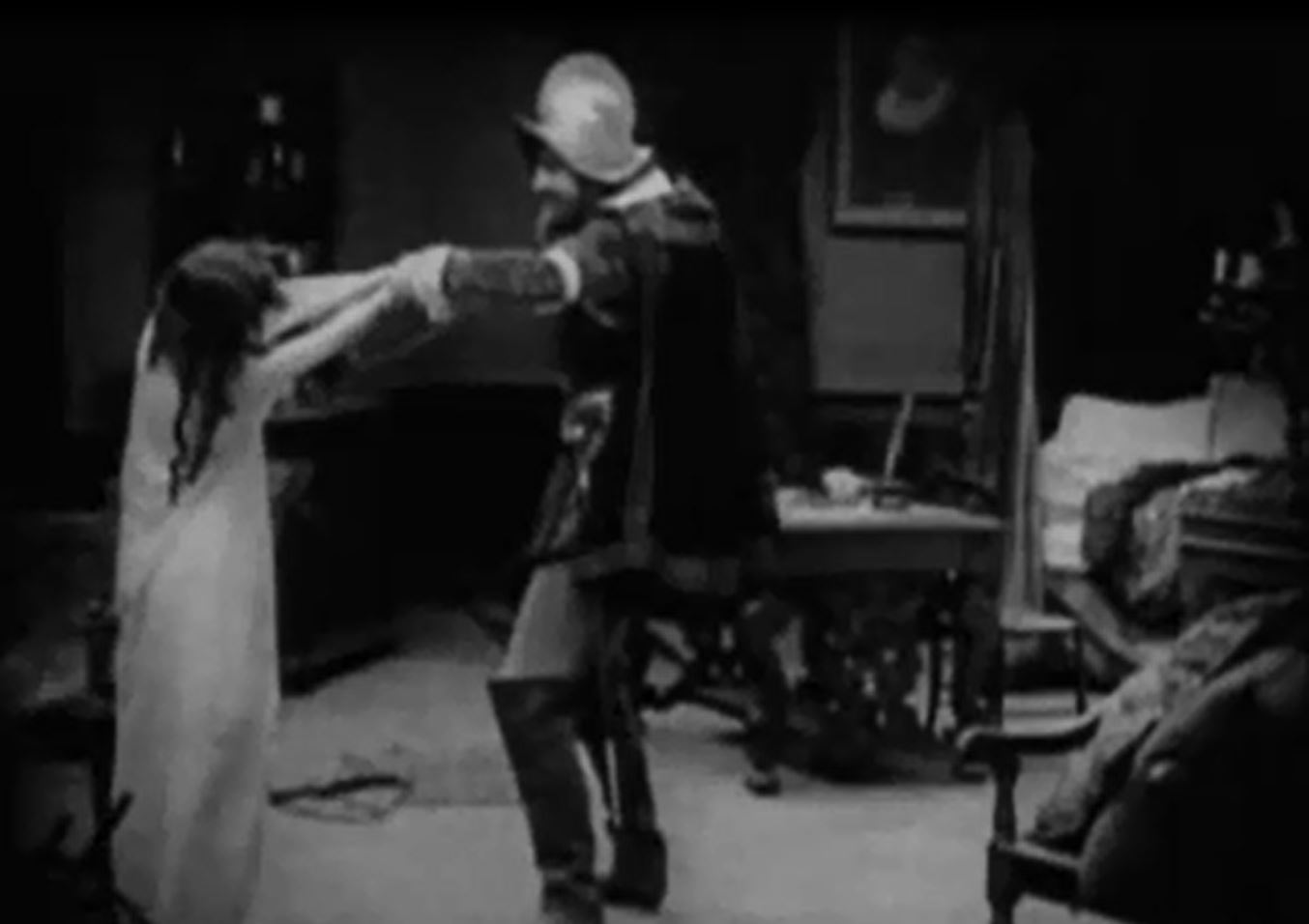
傭兵（艾倫·西爾斯飾）杀死布朗·艾斯（瑪潔麗·威爾遜飾）

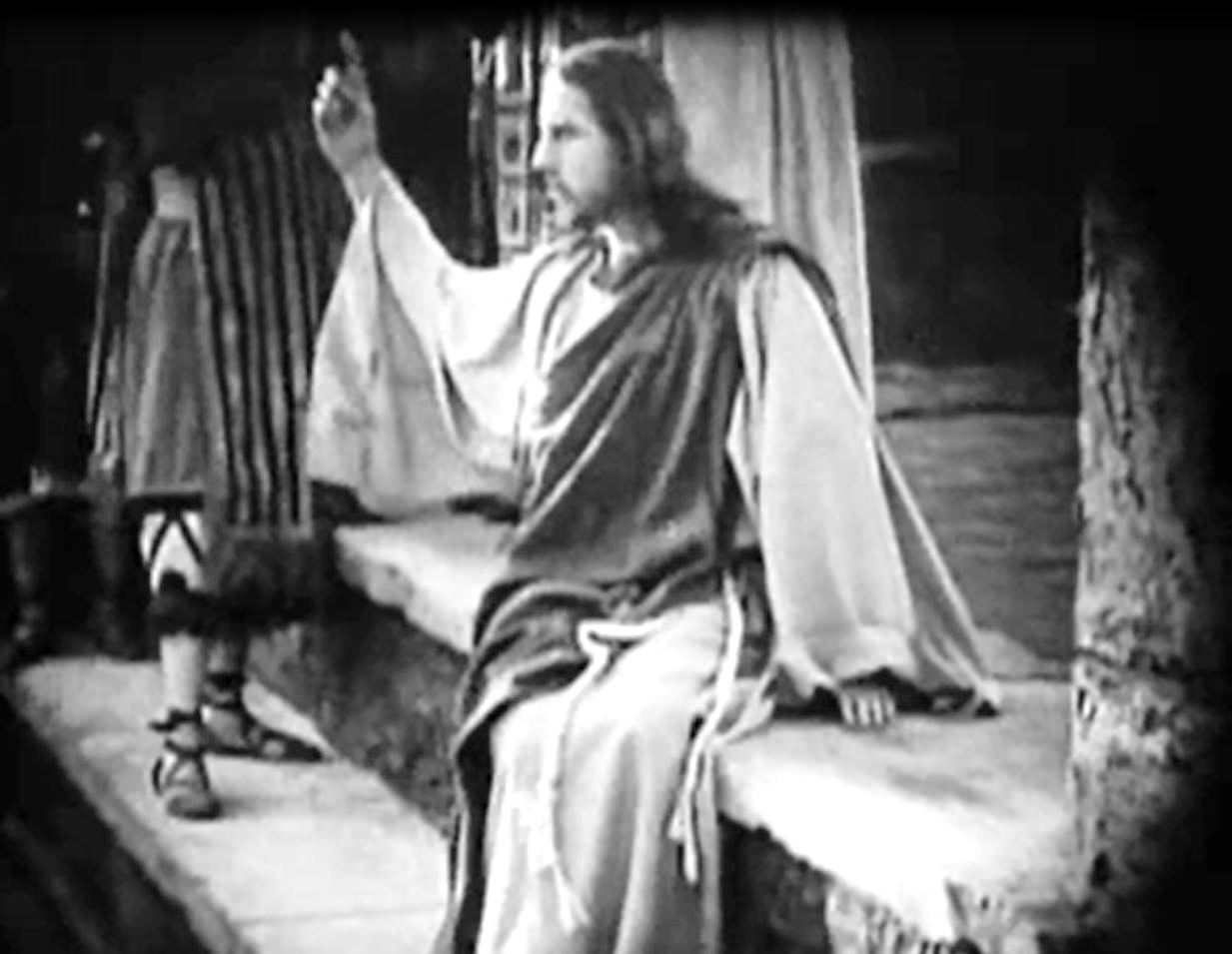
霍華德·蓋飾拿撒勒人：“你們中間誰是沒有罪的，誰就可以先拿石頭打她。”

- 莉蓮·吉許 饰 永恆的母性

美國「現代」故事

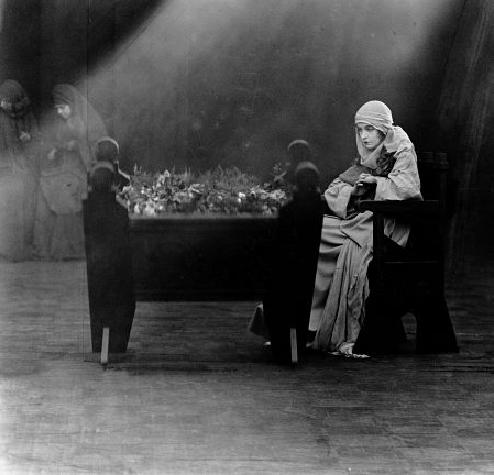
莉蓮·吉許飾“永恆的母性”

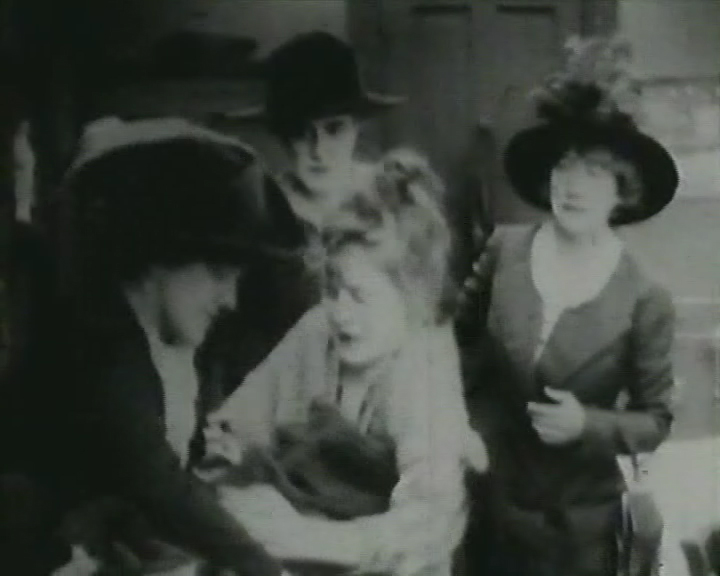
梅·馬素與“上进人士”打斗

- 梅·馬素（英语：Mae Marsh） 饰 心爱的（The Dear One）
- 羅伯特·哈龍（英语：Robert Harron） 饰 男孩（The Boy），詹金斯工廠的一名工人
- 弗雷德·特納（英语：F. A. Turner） 饰 心爱的的父亲，詹金斯工廠的一名工人
- 米莉安·庫珀（英语：Miriam Cooper） 饰 無友的（The Friendless One），男孩和心爱的以前的鄰居
- 沃爾特·隆恩（英语：Walter Long (actor)） 饰 贫民窟的鸟铳手（The Musketeer of the Slums）
- 汤姆·威尔逊（英语：Tom Wilson (actor)） 饰 好心的官员/心（The Kindly Officer/Heart）
- 維拉·劉易斯（英语：Vera Lewis） 饰 玛丽·T·詹金斯小姐（Miss Mary T. Jenkins）
- 薩姆·代·格拉斯（英语：Sam De Grasse） 饰 阿瑟·詹金斯先生（Mr. Arthur Jenkins），工廠老闆
- 洛依德·英格拉漢姆（英语：Lloyd Ingraham） 饰 法官（The Judge）
- 拉爾夫·劉易斯 饰 州长（The Governor）
- A·W·麦克卢尔（A. W. McClure） 饰 監獄神父法思利（Prison Father Fathley）
- 馬克斯·戴維森（英语：Max Davidson） 饰 心爱的的公寓鄰居

文艺复兴「法國」故事（1572年）
- 瑪潔麗·威爾遜（英语：Margery Wilson） 饰 布朗·艾斯（Brown Eyes）
- 尤金·佩里特（英语：Eugene Pallette） 饰 普罗斯珀·拉图尔（Prosper Latour）
- 斯波蒂斯伍德·艾特肯（英语：Spottiswoode Aitken） 饰 布朗·艾斯的父亲
- 露絲·漢德福斯（Ruth Handforth） 饰 布朗·艾斯的母亲
- 艾倫·西爾斯（英语：Allan Sears） 饰 傭兵（The Mercenary Soldier）
- 約瑟芬·克羅威爾（英语：Josephine Crowell） 饰 凯瑟琳·德·美第奇，太后
- 弗蘭克·班尼特（英语：Frank Bennett (actor)） 饰 法兰西的查理九世
- 馬克斯菲爾德·史丹利（Maxfield Stanley） 饰 法兰西的亨利王子
- 約瑟夫·赫納貝里（英语：Joseph Henabery） 饰 科利尼海軍上將

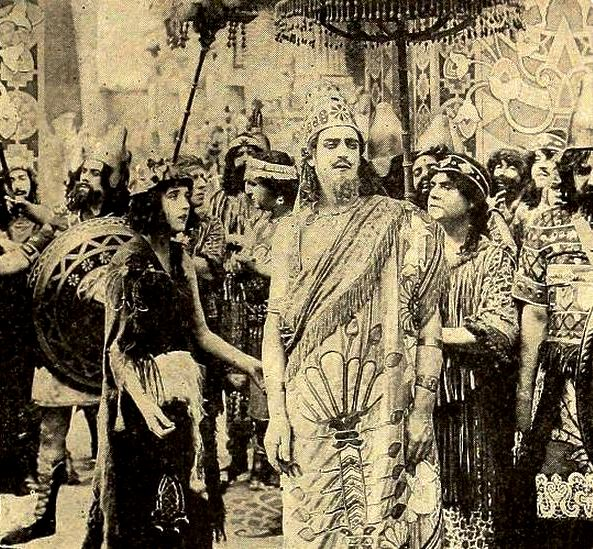
阿爾弗雷德·帕格特饰伯沙撒王子

- 康斯坦絲·塔爾梅奇 饰 瓦盧瓦的瑪格麗特公主（電影中的第一個角色）
- W·E·勞倫斯（英语：W. E. Lawrence） 饰 納瓦拉的亨利

古代「巴比倫尼亞」故事
- 康斯坦絲·塔爾梅奇 饰 山中女孩（The Mountain Girl，電影中的第二個角色）
- 埃爾默·克利夫頓（英语：Elmer Clifton） 饰 吟誦者（The Rhapsode），戰士兼歌手
- 阿爾弗雷德·帕格特（英语：Alfred Paget） 饰 伯沙撒王子
- 希納·歐文（英语：Seena Owen） 饰 深愛的公主（The Princess Beloved），伯沙撒的最爱
- 塔利·馬歇爾（英语：Tully Marshall） 饰 柏尔-马尔杜克的大祭司（High Priest of Bel-Marduk）
- 喬治·西格曼（英语：George Siegmann） 饰 居鲁士大帝
- 卡爾·史托迪爾（英语：Carl Stockdale） 饰 那波尼德国王，伯沙撒的父亲
- 埃爾莫·林肯（英语：Elmo Lincoln） 饰 勇猛的大能之人（The Mighty Man of Valor），伯沙撒的守衛
- 弗蘭克·布朗利（英语：Frank Brownlee） 饰 山中女孩的哥哥
- 露絲·聖·丹尼斯舞團[4]饰 跳舞的女孩们

聖經「猶地亞」故事
- 霍華德·蓋（英语：Howard Gaye） 饰 拿撒勒人
- 莉蓮·蘭登（英语：Lillian Langdon） 饰 馬利亞，母親
- 貝西·拉烏（英语：Bessie Love） 饰 新娘
- 喬治·沃爾什（英语：George Walsh） 饰 新郎

客串出場/小角色
- 瑪麗·奧爾登（英语：Mary Alden）
- 弗蘭克·鮑沙其
- 托德·布朗寧（英语：Tod Browning）（无赖）
- 弗蘭克·坎波（英语：Frank Campeau）
- 喬維爾·卡門（英语：Jewel Carmen）
- 康斯坦斯·科利爾（英语：Constance Collier）
- 唐纳德·克里斯普
- 卡洛·丹普斯特（英语：Carol Dempster）
- 范朋克（與猴子一起的醉酒士兵)
- 米爾德里德·哈里斯（英语：Mildred Harris）（後宮的最愛）
- 戴爾·亨德森（英语：Dell Henderson）
- 哈羅德·洛克伍德（英语：Harold Lockwood）
- 威爾弗雷德·盧卡斯（英语：Wilfred Lucas）
- 法蘭西斯·麥克唐納（英语：Francis McDonald）
- 歐文·摩爾（英语：Owen Moore）
- 卡梅爾·邁爾斯（英语：Carmel Myers）
- 華萊士·里德（英语：Wallace Reid）
- 伊芙·萨瑟恩（英语：Eve Southern）
- 波林·史塔克（英语：Pauline Starke）
- 艾利·馮·史托洛海姆（第二個法利赛人）
- 蘇泰文女士（英语：Madame Sul-Te-Wan）
- 娜塔莉·塔爾梅奇（英语：Natalie Talmadge）
- 埃塞爾·格列·泰瑞（英语：Ethel Grey Terry）
- 赫伯特·比爾博姆·特里（英语：Herbert Beerbohm Tree）
- 金·維多爾（英语：King Vidor）
- 約翰·P·麥卡錫（英语：John P. McCarthy）（獄警）

## 外部連結
- 豆瓣电影上《党同伐异》的資料 （简体中文）
- 互联网电影数据库（IMDb）上《Intolerance: Love's Struggle Through the Ages》的资料（英文）
- AllMovie上《Intolerance》的资料（英文）
- 收藏的影片《Intolerance》[更多内容]
- 開眼電影網上《忍無可忍》的資料（繁體中文）